# Политотдельское (Волгоградская область)
Политотдельское — село в Николаевском районе Волгоградской области России, административный центр Политотдельского сельского поселения.
Население — 1085 (2010) человек.

## История
Основано беглыми крестьянами с Украины в 1797 году. Первоначально называлось село Слободка. По состоянию на 1859 год Слободка относилась к Царевскому уезду Астраханской губернии. В селе имелось 130 дворов, православная церковь, проживало 1018 жителей (602 мужчины и 516 женщин).
По состоянию на 1900 год село являлось центром Слободской волости, в селе имелось одноклассное училище. Согласно Памятной книжке Астраханской губернии на 1914 год в селе проживали 2257 душ мужского и 2223 женского пола, за селом было закреплено 12 079 десятин удобной и 7954 неудобной земли.
В 1918 году образован сельский совет. В 1919 году село в составе Царевского уезда включено в состав Царицынской губернии. В 1920-х переименовано в село Троцкое. В 1928 году село включено в состав Николаевского района Нижне-Волжского края (с 1934 года — Сталинградского края, с 1936 года — Сталинградской области). В 1929 году организован колхоз «Новая Слободка». В 1934 году село Троцкое переименовано в село Политотдельское
В годы Великой Отечественной войны из села было призвано более 500 политотдельцев, из них 274 погибли.
В 1953 году началось переселение села из зоны затопления Волгоградского водохранилища на новое место в 3-х км южнее прежнего. В 1966 году местный колхоз был переименован в колхоз имени 22 съезда КПСС. В 1970 колхоз имел 20 269 гектар сельхозугодий, из них 14 515 гектаров пашни. В 1964 году организован рыбколхоз имени «Степана Разина».

## Физико-географическая характеристика
Село расположено в Заволжье, в пределах Прикаспийской низменности, на восточном берегу Волгоградского водохранилища, на высоте около 35 метров выше уровня мирового океана. Первоначально село располагалось на левом берегу Волги, чуть ниже устья реки протоки Малый Еруслан. В настоящее время село расположено южнее старого места, на берегу одного из заливов Волгоградского водохранилища. Рельеф местности равнинный. Почвы каштановые. Почвообразующие породы — пески.
По автомобильной дороге расстояние до областного центра города Волгограда составляет 210 км, до районного центра города Николаевск — 36 км. Близ села проходит региональная автодорога Астрахань — Волжский — Энгельс — Самара.
Климат
Климат континентальный, засушливый (согласно классификации климатов Кёппена-Гейгера — Dfa). Среднегодовая температура воздуха положительная и составляет + 7,2 °C, средняя температура самого холодного месяца января — 9,3 °C, самого жаркого месяца июля + 23,4 °C. Расчётная многолетняя норма осадков — 377 мм. Наименьшее количество осадков выпадает в марте (21 мм), наибольшее — в июне (44 мм).
Часовой пояс
Политотдельское, как и вся Волгоградская область, находится в часовой зоне МСК (московское время). Смещение применяемого времени относительно UTC составляет +3:00.

## Население
| 1859 | 1897 | 1904 | 1914 | 1987 | 2002 |
| ---- | ---- | ---- | ---- | ---- | ---- |
| 1018 | 3578 | 4087 | 4479 | 1200 | 1260 |

| 2010 |
| ---- |
| 1085 |